# Normalisierter Fluss
Ein flussbasiertes generatives Modell ist ein generatives Modell, welches die Wahrscheinlichkeitsdichte der zugrundeliegenden Trainingsdaten schätzt, indem der normalisierte Fluss (normalizing flow) berechnet wird. Der normalizing flow wird aus den Rechenregeln zum Wechseln der Variablen bei Integration (siehe Transformationssatz) hergeleitet, wobei eine einfache Verteilung in die komplizierte Zielverteilung transformiert wird.

## Hintergrund
Normalisierten Flüssen liegt die folgende Tatsache zugrunde: Betrachten wir die bijektive Abbildung {\displaystyle g}, sodass {\displaystyle Y=g(X)}, dann gilt laut Transformationssatz
{\displaystyle p_{X}(x)=p_{Y}(g(x))\left|{\frac {\partial g(x)}{\partial x}}\right|\Leftrightarrow p_{Y}(y)=p_{X}(g^{-1}(y))\left|{\frac {\partial g(x)}{\partial x}}\right|^{-1},}
wobei {\displaystyle \left|{\frac {\partial g(x)}{\partial x}}\right|} der Betrag der Funktionaldeterminante ist und {\displaystyle g} durch neuronale Netze parametrisiert wird.

## Methode

Schema, welches den normalisierten Fluss darstellt

### Log Likelihood
Betrachte Bijektionen {\displaystyle f_{i}}, sodass {\displaystyle z_{1}=f_{1}(z_{0})}, sodass {\displaystyle z_{0}=f_{1}^{-1}(z_{1})}.
Aufgrund des Transformationssatzes gilt:
{\displaystyle p_{1}(z_{1})=p_{0}(z_{0})\left|\det {\frac {df_{1}^{-1}(z_{1})}{dz_{1}}}\right|,} bzw.
{\displaystyle \log(p_{1}(z_{1}))=\log(p_{0}(z_{0}))+\log \left(\left|\det {\frac {df_{1}^{-1}(z_{1})}{dz_{1}}}\right|\right)=\log(p_{0}(z_{0}))-\log \left(\left|\det {\frac {df_{1}(z_{1})}{dz_{1}}}\right|\right),}
daher gilt
{\displaystyle \log(p_{n}(z_{n}))=\log(p_{n-1}(z_{n-1}))-\log \left(\left|\det {\frac {df_{n}(z_{n})}{dz_{n}}}\right|\right),}
und wiederholtes Einsetzen der Regel liefert:
{\displaystyle \log p_{K}(z_{K})=\log p_{0}(z_{0})-\sum _{i=1}^{K}\log \left|\det {\frac {df_{i}(z_{i-1})}{dz_{i-1}}}\right|}

### Training
Ziel des Trainings ist es die Kullback-Leibler-Divergenz zwischen der geschätzten Wahrscheinlichkeitsdichte {\displaystyle p_{\theta }:=p_{K}} und der wahren, die Stichproben generierende, Wahrscheinlichkeitsdichte {\displaystyle p^{*}} zu minimieren:
{\displaystyle {\hat {\theta }}={\underset {\theta }{\operatorname {arg\,min} }}\ D_{KL}[p^{*}(x)||p_{\theta }(x)]}.
Durch Schätzen des Erwartungswertes in der Kullback-Leibler-Divergenz mithilfe einer Realisierung des Stichprobenmittelwertes (und Vernachlässigung konstanter Terme) können die optimalen Maximum-Likelihood Parameter {\displaystyle {\hat {\theta }}} geschätzt werden:
{\displaystyle {\hat {\theta }}=\arg \min _{\theta }-{\hat {\mathbb {E} }}_{p^{*}(x)}[\log(p_{\theta }(x))]=\arg \min _{\theta }-{\frac {1}{N}}\sum _{i=0}^{N}\log(p_{\theta }(x_{i}))}

## Varianten

### Planarer Fluss
Das früheste Beispiel einer Abbildung {\displaystyle f} ist der planare Fluss. Bei gegebener Aktivierungsfunktion {\displaystyle h}, und Parametern {\displaystyle \theta =(u,w,b)} mit entsprechender Dimension, ist{\displaystyle x=f_{\theta }(z)=z+uh(\langle w,z\rangle +b)} und die inverse {\displaystyle f_{\theta }^{-1}} (ohne allgemeingültige geschlossene Form).
Der Jacobian ist {\displaystyle |\det(I+h'(\langle w,z\rangle +b)uw^{T})|=|1+h'(\langle w,z\rangle +b)\langle u,w\rangle |}.
Damit der Fluss invertierbar ist, muss die Determinante überall ungleich null sein, was z. B. mit {\displaystyle h=\tanh } und {\displaystyle \langle u,w\rangle >-1} der Fall ist.